# Zieniowce (rejon wołkowyski)
Zieniowce (biał. Зіняўцы; ros. Зиневцы) – wieś na Białorusi, w obwodzie grodzieńskim, w rejonie wołkowyskim, w sielsowiecie Szydłowicze.
W dwudziestoleciu międzywojennym leżały w Polsce, w województwie białostockim, w powiecie wołkowyskim, do 30 grudnia 1922 w gminie Mścibów, następnie w gminie Szydłowicze.
W Zieniowcach urodził się Witold Kapryza.